# Knut Cordsen

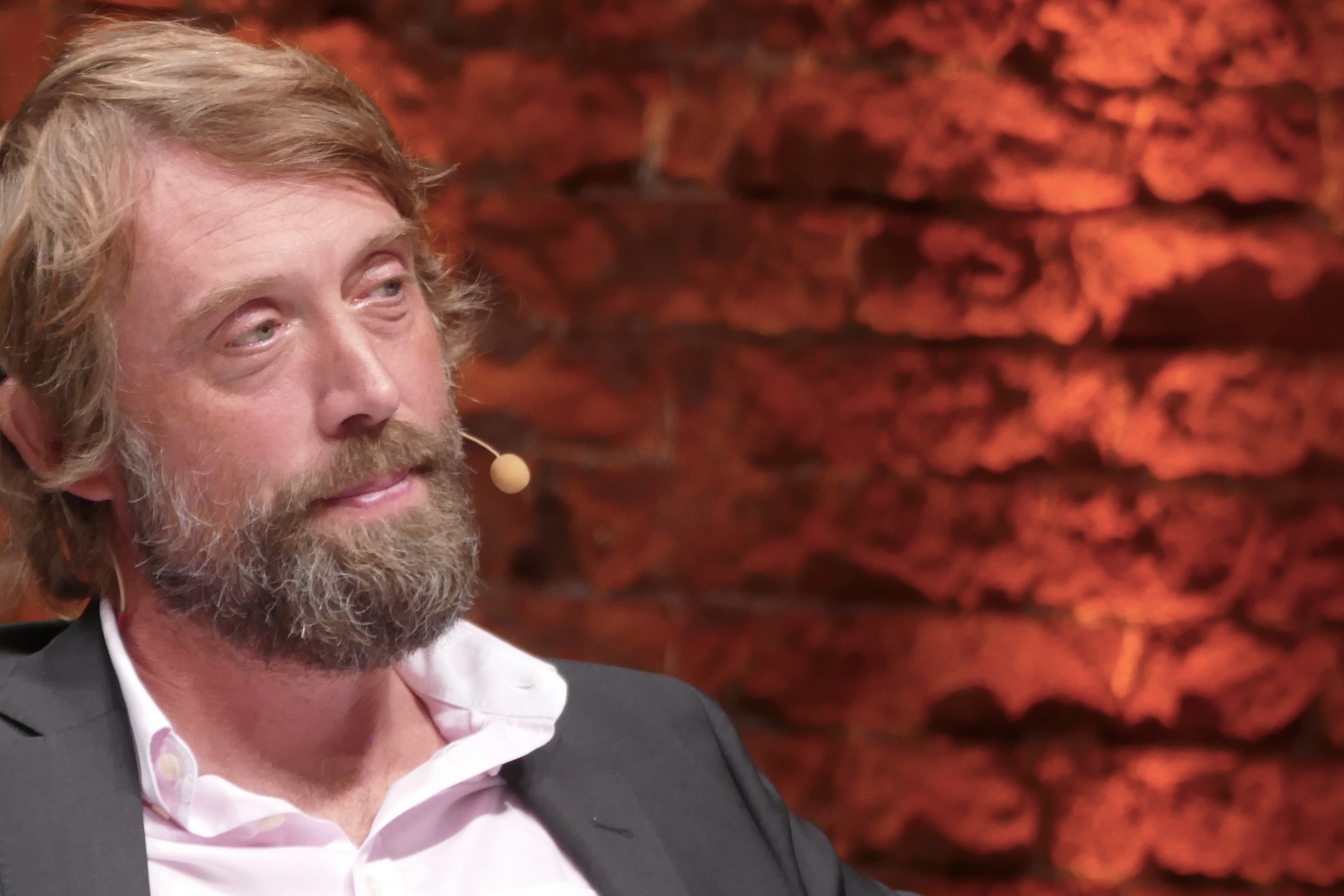
Knut Cordsen 2021

Knut Cordsen (* 1972 in Kiel) ist ein deutscher Autor, Literaturkritiker und Moderator.

## Leben
Cordsen wuchs in Holstein auf. 1992 absolvierte er in München seinen Zivildienst, besuchte in München die Deutsche Journalistenschule. An der Ludwig-Maximilians-Universität München studierte er Kommunikationswissenschaften, Politologie und Soziologie.
Er arbeitet seit 1996 unter anderem bei der ARD und Kulturredaktion von Bayern 2 als Literaturkritiker und Moderator. Er moderierte die Sendungen „kultur-Welten“, „Diwan. Das Büchermagazin“ und „Sozusagen! Bemerkungen zur deutschen Sprache“. Seit 2017 ist er Teil der Jury des Bayerischen Buchpreises. 2020 war er Juryvorsitzender.
2022 erschien sein Sachbuch Die Weltverbesserer. Wie viel Aktivismus verträgt unsere Gesellschaft beim Aufbau-Verlag. Darin widmet er sich Geschichte des Aktivismus. Kurt Hiller und dessen Aktivismus am Anfang des 20. Jahrhunderts werden im Buch als besondere Etappe des Aktivismus markiert.

## Buch
- Die Weltverbesserer. Wie viel Aktivismus verträgt unsere Gesellschaft. Aufbau, Berlin 2022, ISBN 978-3-351-03986-8.